# Aubigny (Deux-Sèvres)
Aubigny település Franciaországban, Deux-Sèvres megyében. Lakosainak száma 169 fő (2022. január 1.). Aubigny Gourgé, Lhoumois, Oroux, Pressigny, Saint-Loup-Lamairé és Thénezay községekkel határos.

## Népesség
A település népességének változása:
| Lakosok száma | 173  | 174  | 172  | 169  | 166  | 164  | 163  | 160  | 169  |
|               | 2013 | 2015 | 2016 | 2017 | 2018 | 2019 | 2020 | 2021 | 2022 |